# 276 v. Chr.
Portal Geschichte | Portal Biografien | Aktuelle Ereignisse | Jahreskalender | Tagesartikel

◄ |
4. Jahrhundert v. Chr. |
3. Jahrhundert v. Chr. |
2. Jahrhundert v. Chr. |
►

◄ | 290er v. Chr. | 280er v. Chr. | 270er v. Chr. | 260er v. Chr. |
250er v. Chr. |
►

◄◄ | ◄ | 279 v. Chr. | 278 v. Chr. | 277 v. Chr. | 276 v. Chr. |
275 v. Chr. |
274 v. Chr. |
273 v. Chr. |
► |
►►
Staatsoberhäupter

## Ereignisse

### Politik und Weltgeschehen

#### Westliches Mittelmeer
- Pyrrhus stellt in Syrakus eine Flotte gegen Karthago zusammen, doch stellen sich die Griechenstädte Süditaliens zunehmend gegen ihn. Beim Kampf gegen die Mamertiner in Rhegium wird er verwundet. In Lokroi Epizephyrioi plündert er den Tempelschatz zur Auffüllung seiner Kriegskasse, den syrakusanischen Politiker Thoenon lässt er töten. Trotz seiner Siege gegen die Karthager auf Sizilien sieht er sich gezwungen, die Belagerung Lilybaeums aufzugeben und auf das italienische Festland zurückzukehren. Seine Flotte wird dabei von karthagischen Schiffen attackiert. Unterdessen nehmen die Römer ihr Winterquartier im Gebiet der Samniten.

#### Östliches Mittelmeer
- Antigonos II. Gonatas, König von Makedonien, erobert die Stadt Kassandreia und lässt den dortigen Tyrannen Apollodoros töten.
- Aigion wird Hauptort des Achaiischen Bundes.

- um 276 v. Chr.: Kyrene macht sich unter Magas unabhängig von Ägypten. Er heiratet eine Tochter des Seleukidenkönigs Antiochos I.

### Katastrophen
- Ausbruch der Pest in Rom

## Geboren
- um 276 v. Chr.: Chrysippos von Soloi, griechischer Philosoph († um 204 v. Chr.)
- um 276 v. Chr.: Eratosthenes, griechischer Mathematiker († um 194 v. Chr.)
- um 276 v. Chr.: Euphorion, griechischer Dichter († 225 v. Chr.)

## Gestorben
- 276 oder 275 v. Chr.: Krantor von Soloi, griechischer Philosoph